# Sosibia dubia
Sosibia dubia är en insektsart som beskrevs av Ludwig Redtenbacher 1908. Sosibia dubia ingår i släktet Sosibia och familjen Diapheromeridae. Inga underarter finns listade i Catalogue of Life.